# Siège de Castelnaudary
Croisade des albigeois
Batailles
Chronologie de la croisade des albigeois
- Béziers
- Carcassonne

- Minerve
- Termes
- Lavaur
- Montgey
- 1er Toulouse
- Castelnaudary
- Muret

- Beaucaire
- 2e Toulouse
- Marmande
- Baziège
- 3e Toulouse

- Avignon
- Montségur

Le siège de Castelnaudary est une opération militaire, de Simon de Montfort, en 1211, au cours de ses campagnes contre les Albigeois et visant à conquérir le comté de Toulouse.

## Contexte
En juin 1211, Simon IV de Montfort a tenté en vain d’assiéger Toulouse et a été contraint de lever le siège. Puis, profitant de la venue d’un contingent de croisés conduits par Thiébaut Ier, comte de Bar et de Luxembourg, il effectue une chevauchée dans le comté de Foix, en représailles de la bataille de Montgey. Puis il part dans le Quercy recevoir l’hommage de de Cardaillac, évêque de Cahors et comte de Quercy. Mais les Occitans profitent de cet éloignement de Montfort pour s’agiter. Sicard de Puylaurens a repris son château et Raymond VI de Toulouse mobilise de nouveau ses troupes.
Un certain nombre de barons de l’entourage de Simon sont découragés de devoir reconquérir sans arrêt le pays et parlent d’abandonner leurs nouveaux fiefs pour rentrer chez eux. D’autres proposent de se retrancher dans Carcassonne ou Fanjeaux, une des plus puissantes places fortes du pays. Seul Hugues de Lacy propose une place assez faible, afin d’attirer l’armée ennemie. Ce plan séduit Simon de Montfort qui choisit Castelnaudary.

## Le siège
Avant de se rendre dans Castelnaudary, Simon de Montfort apprend avec espoir qu'il peut compter sur Guy de Lacy et sa troupe d'une cinquantaine de chevaliers. Simon de Montfort est à peine installé dans la ville que l’armée du comte de Toulouse survient et installe son camp. Les habitants des faubourgs de la ville vont immédiatement rendre hommage au comte de Toulouse, qui occupe les faubourgs. La nuit, Montfort effectue une sortie et déloge les partisans de Toulouse.
Bien que l’armée occitane manque d’homogénéité et est partagée entre Raymond VI de Toulouse, qui joue la prudence, et Raymond-Roger de Foix, toujours prêt à lancer l’assaut contre la ville, sa supériorité numérique met Montfort dans une position désespérée. Savary de Mauléon, sénéchal du Poitou pour le roi d'Angleterre, rejoint aussi l'armée toulousaine avec une bande de routiers.
Montfort envoie Guy Ier de Lévis à Carcassonne et à Béziers pour réquisitionner les milices des deux villes, mais elles refusent de venir, ainsi que le vicomte de Narbonne Aymeri III. En effet, la plupart des cités languedociennes jouent un attentisme prudent en attendant de connaître le vainqueur.
Ils réussissent cependant à préparer un convoi de vivres pour les assiégés, à trouver trois cents volontaires et font route vers Castelnaudary, rejoints par Bouchard de Marly qui a obtenu une armée de l’évêque de Cahors. Le convoi est attaqué par le comte de Foix à Saint-Martin-Lalande, à quelques kilomètres de Castelnaudary. Pour Simon de Montfort, c’est un dilemme : faut-il rester dans la ville et perdre ses alliés et le ravitaillement dont il a besoin, ou les secourir et risquer de perdre la ville. Il choisit alors d’attaquer le comte de Foix, ne laissant que cinq chevaliers et quelques sergents pour défendre Castelnaudary. Les routiers du comte de Foix avaient commencé le pillage du convoi et sont totalement pris au dépourvu par l’armée de Montfort. Après d’âpres combats, l’armée de Raymond-Roger de Foix doit s’enfuir et se réfugier dans le camp du comte de Toulouse, mais Simon de Montfort, dans l’euphorie de la victoire et des retrouvailles, perd du temps et une occasion d’investir le camp.
Ses effectifs restent insuffisants face à l’armée de Toulouse, et Simon repart à Carcassonne lever de nouvelles troupes. Il est en train d’accueillir un nouveau contingent de croisés, conduit par Alain de Roucy, quand il apprend que le comte de Toulouse a levé le siège et incendié son camp.

## Conséquence
Ce siège est une victoire pour Simon de Montfort, qui a déjoué l'offensive du comte de Toulouse, mais elle est principalement due à l'indécision de ce dernier. Mais la noblesse occitane, persuadée que Raymond VI va reprendre l'offensive, reprend ses châteaux. En quelques semaines, les croisés perdent une cinquantaine de places fortes. L'arrivée de nouveaux contingents de croisés va permettre à Montfort de reprendre l'initiative et de reconquérir le terrain perdu.